# آلوارو پاچکو
آلوارو پاچکو (انگلیسی: Álvaro Pacheco؛ زادهٔ ۲۵ ژوئن ۱۹۷۱) بازیکن فوتبال اهل پرتغال است.